# GoldWing Föderation Deutschland
Die GoldWing Föderation Deutschland e.V. (GWFD) ist die größte Gemeinschaft der Honda-GoldWing-Fahrer und -Freunde in Deutschland. Die GWFD ist zum einen die Interessenvertretung aller über 12.000 deutschen GoldWinger und GoldWingerinnen und zugleich der Dachverband von derzeit mehr als 2/3 aller GoldWing-Stammtische und GoldWing-Clubs in Deutschland.
Der Verein unterstützt unabhängig, neutral und kooperativ sowohl Einzel- und Gruppeninteressen als auch gewerbliches Engagement in der GoldWing-Szene.
Der Verein setzt sich aktiv für den Zusammenhalt und die Gemeinschaft in der Szene ein, setzt eigene Akzente zur Orientierung und hat sich zur Aufgabe gesetzt, national und international das Ansehen der deutschen GoldWing-Nutzer fördern.
Der Verein versteht sich als Dachverband (derzeit 80 Clubs) und übergeordnete Interessenvertretung der deutschen GoldWinger in Neutralität und gegenseitigem Respekt und nimmt keinen Einfluss auf die internen Gestaltungsvorstellungen der Stammtische, Vereine, Clubs und anderer Gruppierungen der Szene.
Der Verein ist die internationale Vertretung der deutschen GoldWing-Szene in der GoldWing European Federation (GWEF). Dadurch haben die Mitglieder der GWFD zugleich auf europäischer Ebene Teil an den Treffen- und Tourenangeboten aller 25 Mitgliedsnationen der GoldWing European Federation.
Der Verein veranstaltet alle zwei Jahre ein Top-Treffen als „internationales“ Treffen, z. B. 2010 in der Region Hamburg.